# Brittiska F3-mästerskapet 2001
Brittiska F3-mästerskapet 2001 var ett race som vanns av japanen Takuma Sato, som tack vare det fick en styrning i formel 1, med Jordan.

## Slutställning
| Plats | Förare           | Poäng |
| ----- | ---------------- | ----- |
| 1     | Takuma Sato      | 355   |
| 2     | Anthony Davidson | 277   |
| 3     | Derek Hayes      | 234   |
| 4     | James Courtney   | 227   |
| 5     | Gianmaria Bruni  | 156   |
| 6     | Andy Priaulx     | 146   |